# ジョージ・マカートニー (英国領事)

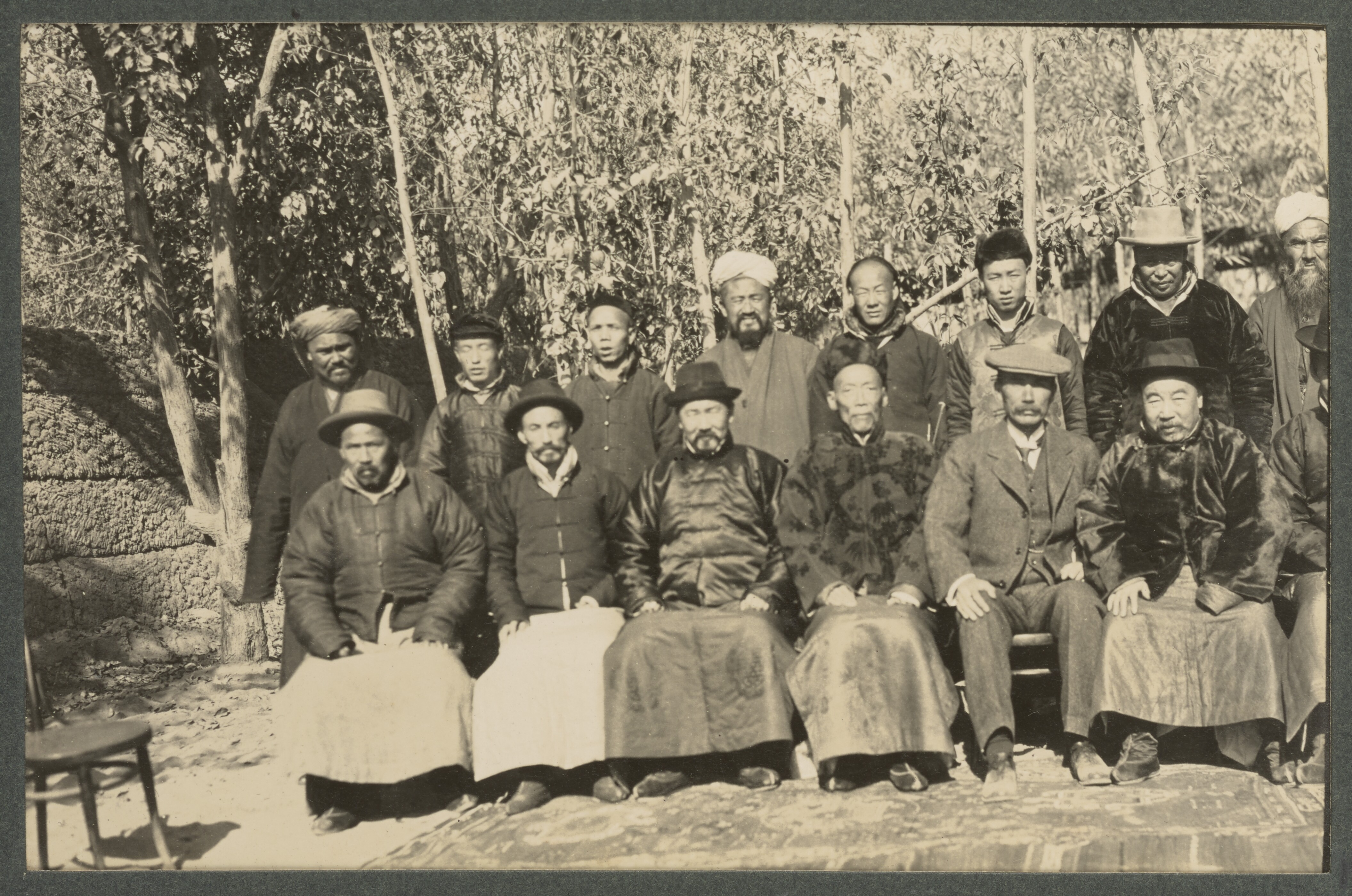
マカートニーとカシュガルの官僚の写真、1915年。

サー・ジョージ・マカートニー（英語: Sir George Macartney、KCIE、1867年1月19日 - 1945年5月19日）は、イギリスの外交官。19世紀末から20世紀にかけて東トルキスタンの都市カシュガルの領事を務めた。

## 生涯
父親であるハリデイ・マカートニーは18世紀に中国への使節を務めた初代マカートニー伯爵ジョージ・マカートニーと同族であり、母親は太平天国の指導者の親族だった。ハリディはチャールズ・ゴードンの指揮下で太平天国軍と戦っていた際にジョージの母の一族を保護し、結婚から2年後にジョージは誕生する。1876年にハリディは妻とジョージを南京に残してイギリスに帰国し、母も間もなく没し、ジョージは父の祖国であるイギリスに渡って教育を受けることになる。イギリスのパブリックスクールに入学したジョージは差別を受けたと思われ、この経験のためにフランスの大学を卒業する道を選んだ。
マカートニーは中国領事になることを望んだが、彼の希望はかなわず中国語の通訳としてインド省に採用される。1890年6月にマカートニーはフランシス・ヤングハズバンドの通訳として探検に同行し、ラダックのレーを出発してパミール高原に向かった。8月下旬に一行はカラコルム峠を越えてヤルカンドに到着し、9月以降はパミール高原を探索するが、探検中に至るところでロシアの探検隊と遭遇する。
探検を終えたマカートニーらは11月にカシュガルを訪れ、旧市街の北にある高台の上に建つ現地民の邸宅に居住し、庭園にキルギス人（クルグズ）から譲り受けたユルト（天幕）を張って仮の住まいとした。やがてユルトで作られた仮の事務所に代えて総領事館が作られ、イギリスの領事館は「チニ・バク（中国庭園）」という名前で呼ばれるようになる。スヴェン・ヘディンなどのマカートニーの在任中にカシュガルを訪れた旅行者は彼の援助を受けることができた。1912年の中華民国建国の前後にカシュガルで暴動が起きた際、マカートニーは助けを求めて領事館に逃れた中国人難民に援助を与えている。一方でロシアのカシュガル領事ニコライ・ペトロフスキーと同様にマカートニーは東トルキスタンに監視網を作り上げ、タリム盆地の各地に配置した監視者を通して東トルキスタンに入った外国人の動向がカシュガルの元に届けられた。

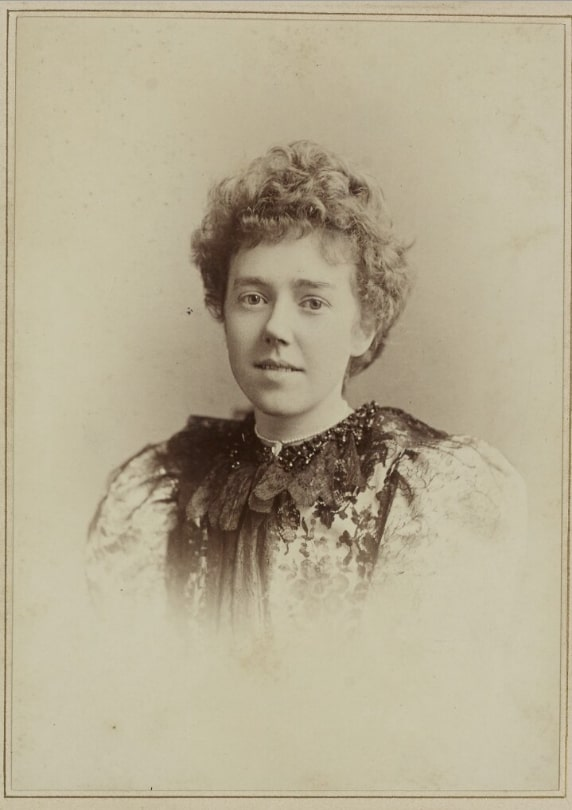
妻キャサリン、1898年。

カシュガルに駐在するマカートニーは気晴らしにこの地で布教活動を行っていた変わり者のオランダ人神父ヘンドリックスを話し相手にしていたが、ヘンドリックスはマカートニーが結婚した後はあまり姿を表さなくなった。1898年にマカートニーはキャサリン・ボーランドと結婚し、キャサリンは敦煌の古文書を捜索する考古学者の支援者となった。マカートニーとキャサリンは3人の子供をもうけ、エリックという名前の息子がいた。もう1人の息子ロビン・ハリデイは建築家になったほか、アガサ・クリスティの友人であり、クリスティの初期の著作が出版されたとき、その表紙をデザインした。
1918年にマカートニーはカシュガルから離任する。マカートニー一家はチャンネル諸島のジャージー島に隠棲するが、第二次世界大戦中にこの島はナチス・ドイツによって占領され、一家はドイツによって拘束される。ドイツ軍が降伏した数日後にマカートニーは没した。
マカートニーは個人的な回想録を残さず、子供たちに対しても自分の出自について話そうとしなかった。一方で妻キャサリンは1931年に回想録を出版した。

### 翻訳元記事参考文献
- Sir Clarmont P. Skrine & Dr. Pamela Nightingale, Macartney at Kashgar: New Light on British, Chinese and Russian Activities in Sinkiang, 1890-1918. London: Methuen & Co., 1973
- Lady Macartney, An English Lady in Chinese Turkestan. London: Ernest Benn, 1931.